# Larentia scarata
Larentia scarata là một loài bướm đêm trong họ Geometridae.